# Roberto Lettieri

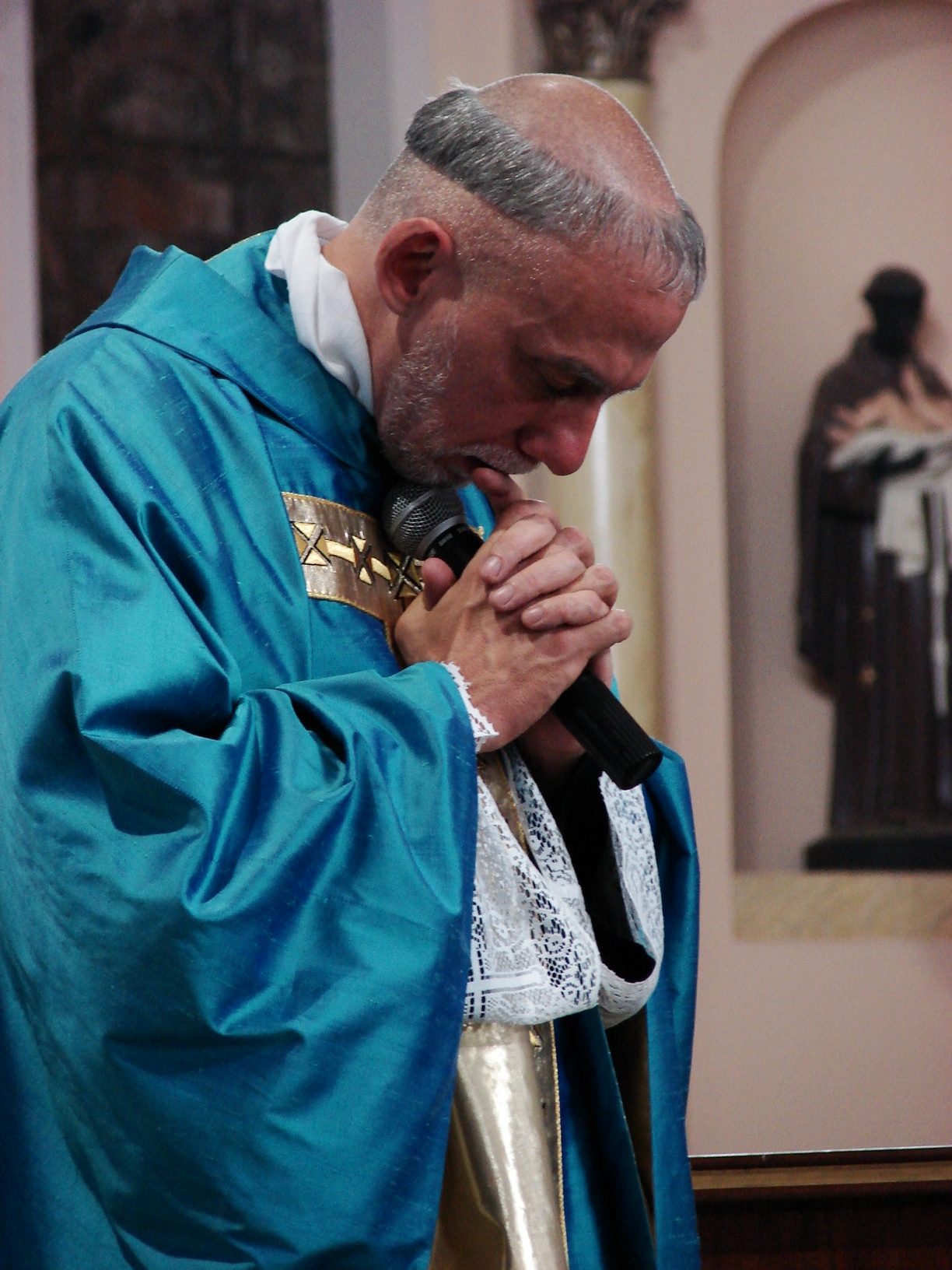
Padre Roberto José Lettieri.

Roberto José Lettieri es un sacerdote católico brasileño, fundador de la Fraternidad de Alianza Toca de Assis, el Instituto de Vida Consagrada Hijos e Hijas de la Pobreza del Santísimo Sacramento. Nació en São Paulo, el 22 de agosto de 1962.

## Biografía
Estando en un encuentro de jóvenes en el año 1983 se convirtió definitivamente a la religión católica, respondiendo así a un fuerte llamado que cuenta le hizo Jesús Sacramentado. Fue entonces cuando se entregó enteramente a la Iglesia Madre y Maestra ingresando al seminario de los Padres Estigmatinos de la provincia Santa Cruz.

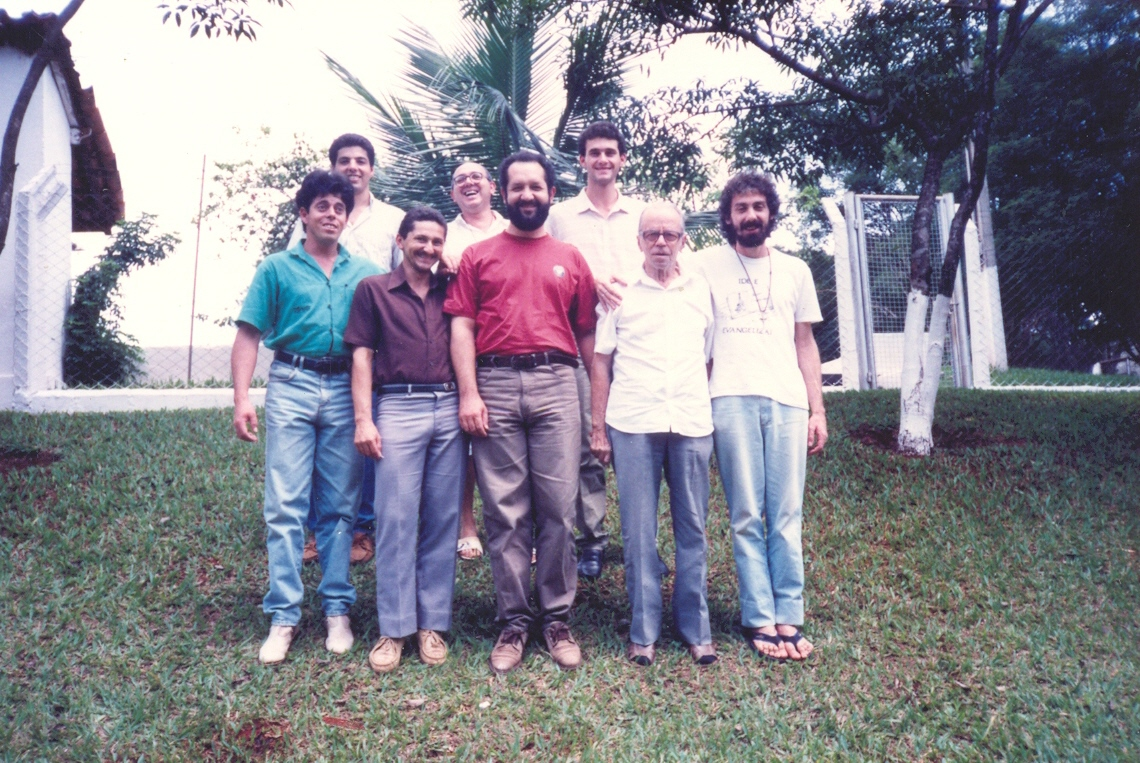
Noviciado estigmatino, Roberto José Lettieri y Padre João Carlos Seneme (actual Obispo auxiliar de Curitiba).

El 23 de enero de 1991, ingresó al Noviciado ubicado en la ciudad de Uberaba-MG, casa que queda tras el Santuario "Nossa Senhora da Abadia", patrona de la ciudad, ahí el entonces novicio Roberto salía a las calles para dar alimento y vestimenta a las personas que vivían en ella.
Dos años más tarde, el 23 de enero de 1993 en la Chácara do Vovô, en Campinas, profesó por primera vez. Este día da su SÍ de forma definitiva al Señor al hacer voto por un año de Castidad, Pobreza y Obediencia.
En mayo de 1994, el entonces profeso Roberto, con otros tres jóvenes que deseaban vivir el carisma franciscano de una forma radical, expusieron ante la asamblea arquidiocesana de Campinas la idea de formar una «pastoral de hombres y mujeres de la calle», la cual fue aceptada y asumida por la Región Centro de la Arquidiócesis y asumida como pastoral de la Iglesia de Campinas, es así entonces como dan inicio a la fundación de la Fraternidad de Alianza "Toca de Assis".
Sus votos perpetuos los realizó en Ribeirão Preto, el 21 de enero de 1996 junto a Nelton Pezzini y Graciomar Pereira Braga. Ese mismo año, el 8 de diciembre es ordenado Sacerdote en São Paulo, por imposición de manos del obispo estigmatino Monseñor Antonio Alberto Guimarães Rezende. Cuando es ordenado sacerdote, la obra de la Toca de Assis, que refleja también los Consejos Evangélicos de Castidad, Pobreza, Obediencia y Gratuidad del Pobre de Assis, ya contaba con la ayuda de cerca de 80 manos jóvenes que disponibles atendían a los sufridos y abandonados de la calle.
Viendo que su obra se expandía cada día más y debía mantener un contacto más cercano con su comunidad, es que pide dejar la Congregación que lo vio crecer. Es así como en 1998 el Consejo Provincial de Santa Cruz de los estigmatinos concedió al Padre Roberto José Lettieri, autorización para el ejercicio de su ministerio, junto a la Fraternidad "Toca de Asis", por él fundada.

## Trabajos

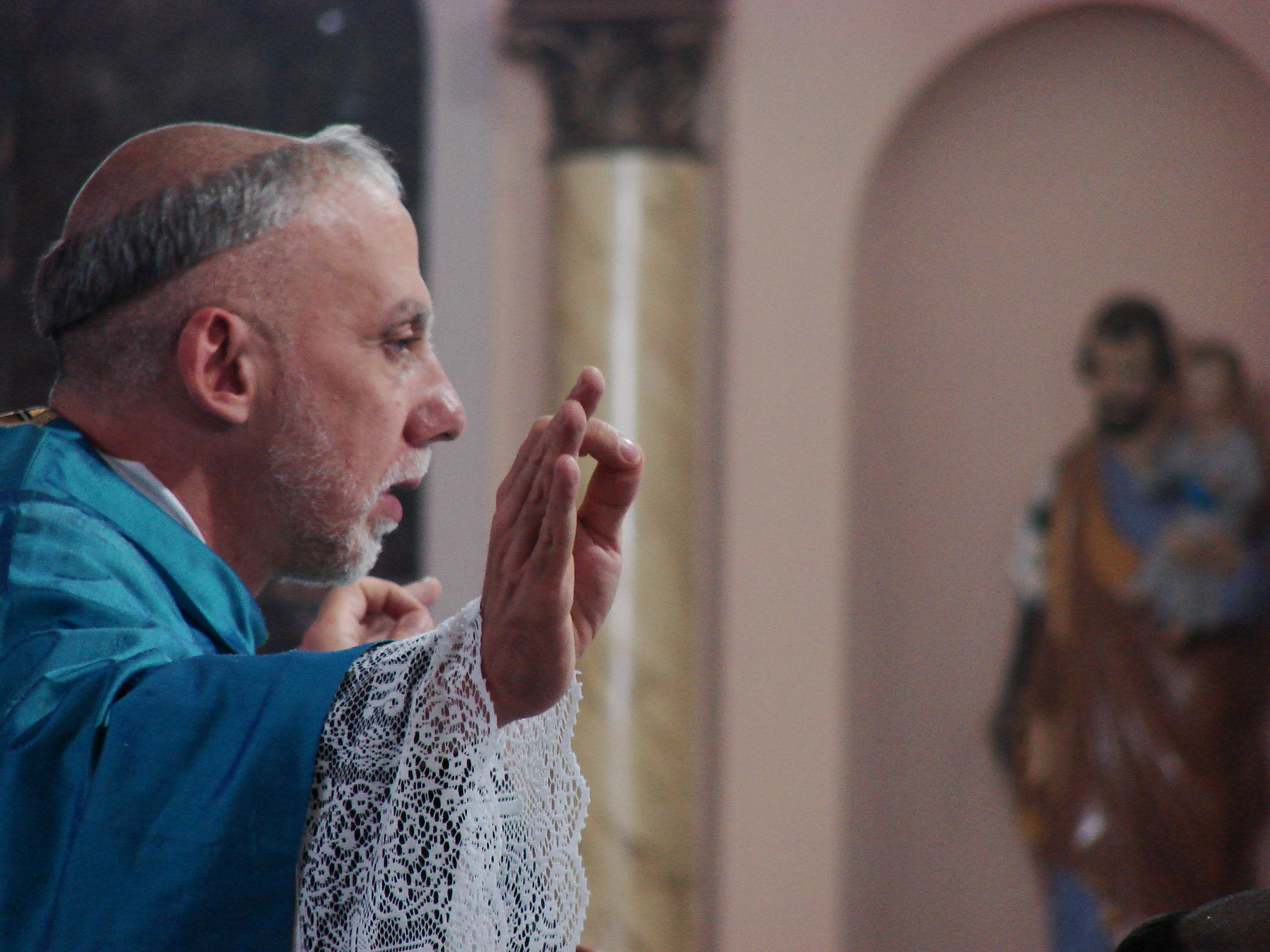
Padre Roberto José Lettieri.

- CD Palestra A Grande Mãe de Deus (La Grande Madre de Dios)
- Cd Palestra O Espírito Santo e o Santíssimo Sangue de Jesus (El Espíritu y la Santísima Sangre de Jesús)
- CD Palestra Obediente como São Francisco (Obediente como San Francisco)
- Cd Palestra Precisamos ser católicos autênticos (Necesitamos ser católicos auténticos)
- Cd Palestra Relativizando a Igreja Católica? (Revitalizando la Iglesia Católica?)
- CD Palestra Sangue de Cristo, Sangue do meu Deus (Sangre de Cristo, Sangre de mi Dios)
- CD Palestra Ser Católicos Anunciando a Verdade (Ser Católicos Anunciando la Verdad)
- DVD Jesus Sacramentado Nossa Alegria Certeza do Céu (Jesús Sacramentado Nuestra Alegría Cierta del Cielo)

## Casas de la "Toca" en Brasil
Con la ayuda del Espíritu Santo, la "Toca" se ha desenvuelto y crecido en los últimos años encontrándose al interior de Brasil, en los siguientes Estados:
- São Paulo
- Minas Gerais
- Distrito Federal
- Bahia
- Espírito Santo
- Ceará
- Paraíba
- Pernambuco
- Rio Grande do Norte
- Piauí
- Paraná
- Mato Grosso do Sul
- Goiás
- Rio Grande do Sul
- Río de Janeiro
- Sergipe

## Casas de la "Toca" fuera de Brasil
Siguiendo animados por el Espíritu la "Toca" ha traspasado las fronteras de Brasil y se ha expandido a los siguientes países:
- Ecuador (12.12.2006)
- Colombia
- Portugal